# Balthasar Küchler

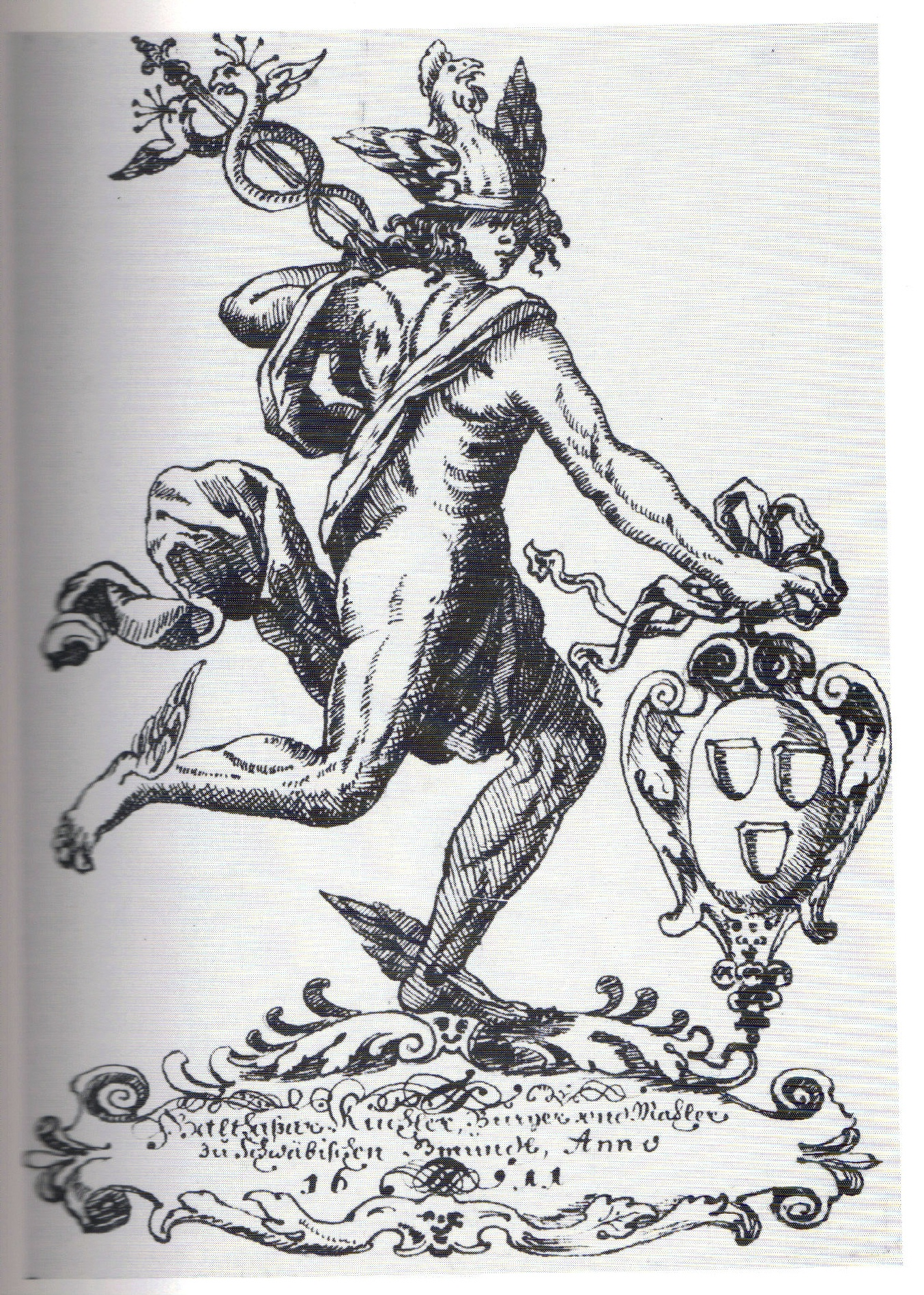
Götterbote Merkur, Handzeichnung Küchlers

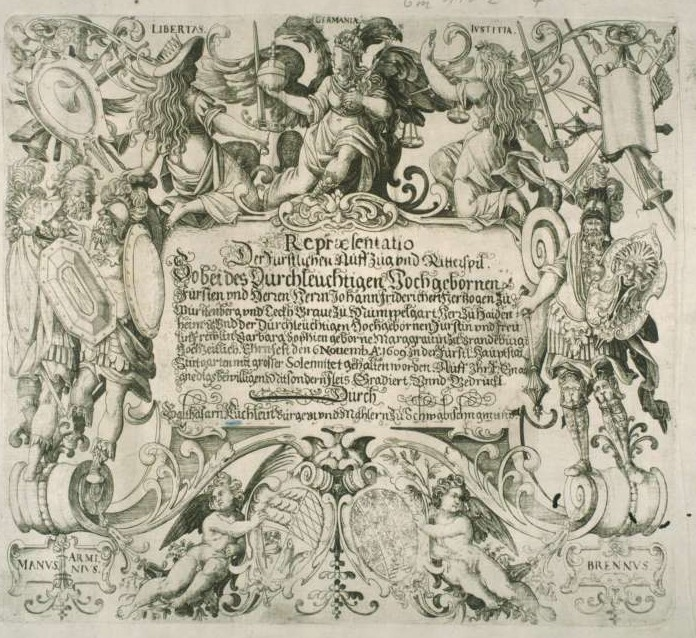
Titelblatt der Repraesentatio 1611

Balthasar Küchler  (* um 1571; † 24. Oktober 1641 in Schwäbisch Gmünd; auch: Kuchler, Köchle, Kochle) war ein deutscher Maler.
Der wohl aus Schlesien stammende, in Schwäbisch Gmünd ansässige Maler ist durch sein Hauptwerk, die rund 240 Kupferstiche umfassende Pracht-Dokumentation der Stuttgarter Hochzeit Herzog Johann Friedrichs von Württemberg mit Barbara Sophie, Markgräfin zu Brandenburg (5. bis 13. November 1609) bekannt geworden, die er 1611 verlegte (VD 17 23:250959C). Der Druck erfolgte in Stuttgart.
In Schwäbisch Gmünd ist Küchler 1594/99 als Steuerzahler greifbar. 1606 heiratete er Susanna Burkhard, mit der er 1697–1624 zehn Kinder zeugte. Der Sohn Johann Philipp (1607–1655) wurde ebenfalls Maler. Er wurde auch in den Rat der Stadt aufgenommen.
Ab 1616 stand Balthasar Küchler in württembergischen Diensten, 1633 erscheint er als Geleitsreiter.
Hermann Kissling sieht in Küchler vor allem den Organisator des Kupferstich-Unternehmens. Er will zwanzig Entwerfer und Radierer erkennen. Kissling zögert, den Anteil Küchlers hoch einzuschätzen, denn als Zeichner habe er „nicht geglänzt“ (S. 145).